# Bőfalu
Behynce, a település szlovák elnevezése, egyben Tornalja Beje városrészének szlovák neve is.
Bőfalu (1898-ig Behincz, szlovákul: Behynce) Nagyrépény településrésze, korábban önálló falu Szlovákiában, a Nyitrai kerület Nagytapolcsányi járásában.

## Fekvése
Nagytapolcsánytól 17 km-re délnyugatra.

## Története
1156-ban Beu néven említik először. A település neve török eredetű méltóságnév lehetett. 1390-ben Bw néven szerepel oklevélben. A 16. században még három faluból: Alsó-, Felső- és Középbőfaluból állt.
Vályi András szerint "BEHINTZ. Felső, és közép Behincz. Tót faluk Nyitra Vármegyéb. birtokosai Gróf Berényi, és más Uraságok, lakosai katolikusok, fekszenek az előbbeni faluktol nem meszsze, határbéli földgyei gazdag termékenységgel bírnak, fájok ugyan kevés, legelőjök is szoross, középszerű mivoltokhoz képest mind a’ kettő, második Osztálybéli."
Fényes Elek szerint "Behincz, (Alsó), tót falu, Nyitra vármegyében, Radosnához 1/2 órányira: 174 kath., 12 zsidó lak. F. u. többen. Ut. p. N.-Ripény. Behincz, (Felső), tót falu, Nyitra vmegyében, Alsó B. mellett: 187 kath., 11 zsidó lak. F. u. többen. Határuk termékeny; bort termesztenek"
A trianoni békeszerződésig Nyitra vármegye Nagytapolcsányi járásához tartozott. 1976-óta Nagyrépényhez tartozik.

## Népessége
1910-ben 399, túlnyomórészt szlovák anyanyelvű lakosa volt.

## Nevezetességei
- A Rózsafüzér királynője tiszteletére szentelt római katolikus temploma 1901-ben épült.